# シュリーマン (小惑星)
シュリーマン (3302 Schliemann) は、小惑星帯の小惑星の一つ。ニコライ・チェルヌイフがクリミア天体物理天文台で発見した。
トロイアの発見で知られるドイツの考古学者、ハインリヒ・シュリーマン に因んで名付けられた。